# Théodore Bray
Théodore Bray (Veurne, 12 juli 1818 - Brussel, 2 april 1887) was een Belgisch plantage-eigenaar en tekenaar in Suriname.

## Biografie
Bray was een zoon van een tabakshandelaar. Hij vertrok in 1841 naar Suriname, waar hij aanvankelijk werkte als blankofficier (opzichter) op koffieplantage Catwyk, destijds bekend om haar spijkerharde eigenaars. In 1845 werd Bray eigenaar van suikerplantage Vossenburg en verdrievoudigde zijn inkomen. In 1848 trouwde hij met Johanna Catherina Frouin, een dochter van Jean Frouin. Via haar werd hij mede-eigenaar van  koffie- en katoenplantage Spieringshoek, en vanaf 1863 enig eigenaar.

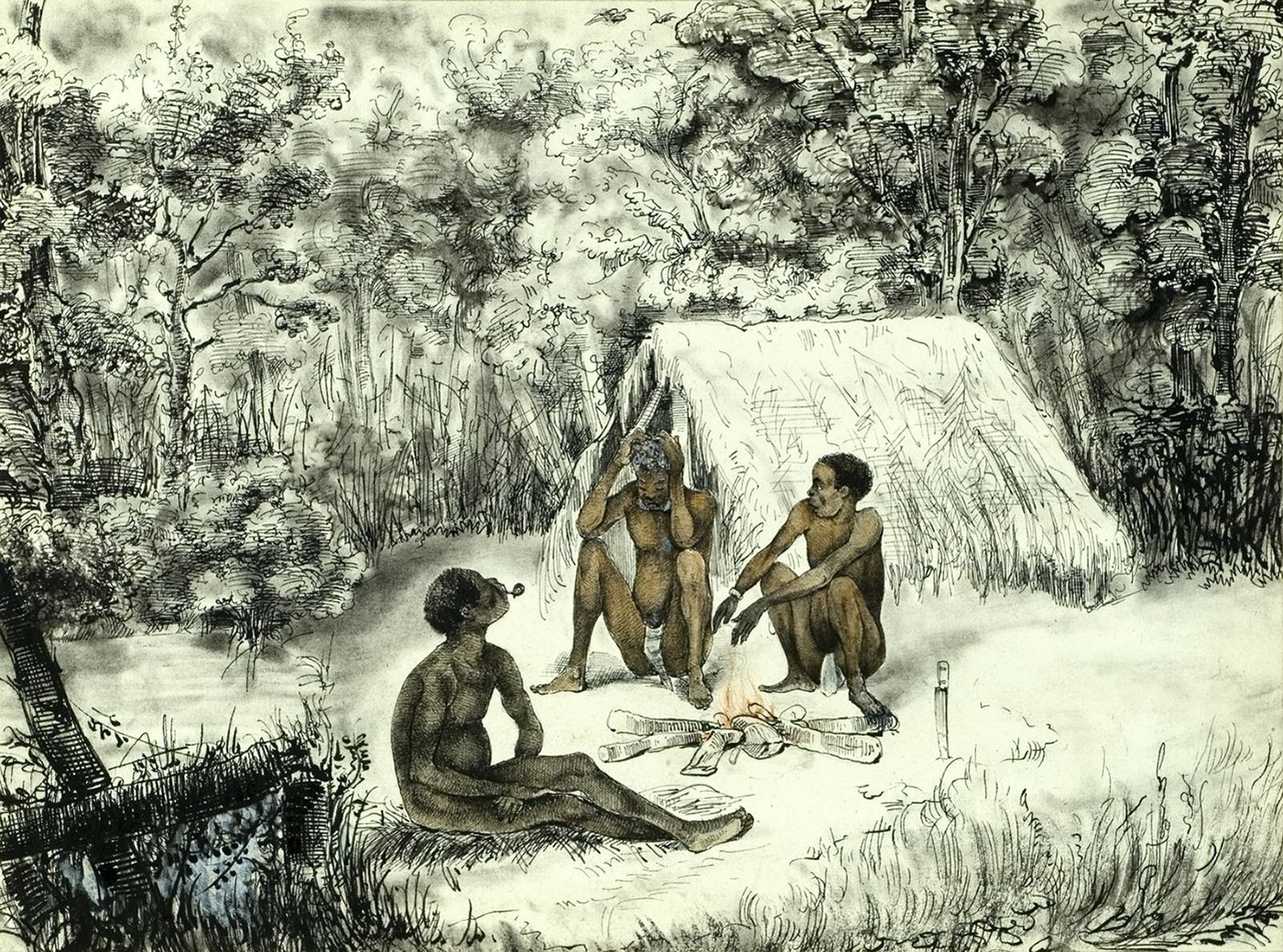
Trois Nègres marrons, à Surinam, Aquintaine Museum, Bordeaux

Op de Surinaamse plantages maakte Bray tekeningen van het dagelijkse leven, waaronder over het harde werk op de plantage, in de molen en op het veld. Door zijn tekeningen werd hij een chroniqueur van de levensomstandigheden en sociale verhoudingen in Suriname. In zijn prenten schonk hij aandacht aan de zelfingenomenheid en kleinburgerlijkheid van de plantage-elite. Hij wordt kritisch maar niet revolutionair genoemd. In zijn teksten dreef hij ook de spot met slaafgemaakten.
In 1844 werden twee van zijn prenten in Medemblik afgedrukt in het Album amicorum van mej. E.J.C de Quartel. Vijfentwintig prenten zijn gebundeld en in 1850 uitgegeven door Petit in Paramaribo, getiteld Costumes et types d'habitants de Suriname dess. par. Th. Bray, 25 planches lith. coloriées par Petit in 4o (Surinaamse schetsen en typen). Zijn werken dienden als inspiratie voor Arnold Borret, maar bleven lang onbekend bij het grotere publiek.
In 1868 keerde hij terug naar Europa als een rijk man. Een groot deel van zijn prenten is in het bezit van het Wereldmuseum in Amsterdam.